# Файнер, Джонатан
Фа́йнер, Джо́натан (англ. Jonathan Finer) (род. 1976) — американский журналист (2003—2009), научный сотрудник Белого дома при администрации бывшего президента США Барака Обамы (2009—2015), Начальник аппарата Государственного Секретаря США Джона Керри (2015—2016), Директор планирования политики в Государственном Департаменте США под руководством бывшего Государственного секретаря Джона Керри (7 марта 2016 года — 20 января 2017 года), Главный заместитель Советника по национальной безопасности под руководством Советника по национальной безопасности Джейка Салливана в администрации Президента США Джо Байдена (20 января 2021 года— 20 января 2025 года).

## Ранняя жизнь и образование
Родился в Норуиче, штат Вермонт. В семье был старшим из четырёх детей, рождённых Сьюзен (англ. Susan, урождённая Бурак, (англ. Burack)) и Чадом Файнером (англ. Chad Finer). Его мать была директором школы Фрэнсис К. Ричмонд (англ. Frances C. Richmond School), а отец — врачом. Отец Джонатана — гражданин Америки, являющийся евреем по культуре, этнической принадлежности или религии (англ. Jewish).
В 1994 году Файнер окончил среднюю школу в Хановере, штат Нью-Гэмпшир. Он учился в Гарвардском университете, где у него появился интерес к международным отношениям после работы в Лейбористской партии в Великобритании. Во время учёбы в Гарварде он освещал спорт для Гарвард Кримсон. Кроме того, получил степень магистра философии, степень доктора юридических наук в Йельской школе права, где он стал соучредителем «Проекта помощи иракским беженцам» (англ. Iraqi Refugee Assistance Project), и получил степень магистра международных отношений в Баллиол-колледже, Оксфорд, в котором он был стипендиатом Родса (англ. Rhodes Scholar). Файнер также провёл год в Гонконге в качестве стипендиата Фонда Генри Люса (англ. Henry Luce Foundation Scholar), работая репортёром и редактором в «Дальневосточном экономическом обозрении» (англ. Far Eastern Economic Review).

## Карьера
Во время работы в издании «Вашингтон пост» Файнер был иностранным и национальным корреспондентом газеты, освещая события более чем из двадцати стран, в том числе посвятил восемнадцать месяцев событиям войны в Ираке, присоединившись к морской пехоте США во время вторжения 2003 года и базировавшись в Багдаде в 2005—2006 годах. Будучи журналистом, кроме того освещал конфликты в Газе (2009 год), России/Грузии (2008 год) и Израиле/Ливане (2006 год), а также президентскую кампания в США (2004 год) и плей-офф Высшей лиги бейсбола (2004 год).
В 2009 году Джонатан Файнер вошёл в состав администрации Барака Обамы в качестве научного сотрудника Белого дома, работая в канцелярии главы администрации Белого дома и в аппарате Совета национальной безопасности. За время работы в Белом доме он занимал должность специального советника по Ближнему Востоку и Северной Африке, был спичрайтером по внешней политике вице-президента Джозефа Р. Байдена, а затем стал старшим советником заместителя советника по национальной безопасности Энтони Блинкена.
До своего назначения на должность руководителя аппарата и директора по планированию политики в Госдепартаменте Файнер занимал должность заместителя руководителя аппарата по политике.
После завершения работы в Госдепартаменте Файнер присоединился к нью-йоркской частной инвестиционной компании Варбург Пинкус (англ. Warburg Pincus) и работал старшим научным сотрудником по внешней политике США в Совете по международным отношениям. Также он являлся членом совета директоров Проекта национальной безопасности Трумэна (англ. Truman National Security Project).
В нынешнее время Джонатан Файнер является заместителем советника по национальной безопасности под руководством советника по национальной безопасности Джейка Салливана в администрации президента США Джо Байдена.

## Упоминания и материалы от ведущих авторитетных мировых изданий

### «Белый дом борется с внутренними разногласиями по вопросу Израиля и Газы»
Вашингтон пост, 26 ноября 2023 года
Согласно статье Washington Post, описывающей разногласия Белого дома по вопросу Израиля и Газы, как проблему, взволновавшую администрацию Джо Байдена, у группы сотрудников администрации на повестке дня были вопросы, касающиеся продолжающегося шестую неделю конфликта, а именно: стратегия администрации по ограничению числа смертей среди гражданского населения, послание, которое президент США планирует передать по поводу конфликта и своего послевоенного видения региона.
Источник, знакомый с ходом встречи и говоривший на условиях анонимности, отметил, что участники Джефф Зинтс (руководитель аппарата Белого дома), Анита Данн (англ. Anita Dunn, старший советник) и Джон Файнер проявляли уважение к обсуждаемым темам. Однако, по его словам, некоторые из них выразили разочарование возвращением к уже знакомым темам. Советники администрации подчеркнули важность воздерживаться от публичной критики Израиля. Официальные представители США настаивали на минимизации потерь среди гражданского населения и поддерживали создание двух государств после разрешения конфликта.
Недавно обнародованная встреча официальных лиц подчеркивает значимость действий администрации Байдена в разрешении конфликта, который, возможно, является одним из самых крупных внешнеполитических кризисов за время его президентства. Согласно многочисленным помощникам и союзникам Белого дома, как внутри, так и за его пределами, противостояние между Израилем и сектором Газа вызывает больше беспокойства в администрации, чем любой другой вопрос за первые три года президентства Байдена. Позиция администрации вызывает сложные эмоциональные дебаты среди её сотрудников.
По утверждениям чиновников Белого дома, подход Байдена к Израилю, называемый «медвежьими объятиями», обеспечил ему доверие со стороны премьер-министра Израиля Биньямина Нетаньяху. Это доверие дало президенту возможность оказывать давление, что привело к недавней сделке по освобождению заложников и временному прекращению боевых действий.
Внешнеполитическая команда Байдена давно осознаёт влияние произраильских лоббистских организаций в Вашингтоне. Однако изменяющаяся демографическая обстановка в ключевых штатах, таких как Мичиган с его растущим арабо-американским сообществом, заставляет некоторых аналитиков-демократов встать под сомнение общепринятой политической линии.

### «США предупреждают Украину, что её ждет поворотный момент в войне»
Вашингтон пост, 13 февраля 2023 г.
Вашингтон пост опубликовали статью, в которой США предупреждают Украину, что её ждет поворотный момент в войне, и высказывают свои опасения по вопросам поставки оружия.
По мере приближения первой годовщины вторжения России в Украину, официальные лица США сообщают украинским лидерам о наступлении критического момента. Считается, что сейчас необходимо изменить траекторию войны, усиливая давление на Киев, чтобы он достиг значительных успехов на поле боя, при поддержке оружия и помощи со стороны Соединенных Штатов и их союзников.
Высокопоставленные чиновники администрации Байдена, включая Джона Файнера, Венди Шерман (заместитель госсекретаря) и Колина Кала (англ. Colin Kahl) (заместитель министра обороны), прямо сообщили Киеву о критическом характере следующих нескольких месяцев. Их визит в Украину состоялся в январе 2023 года. В то же время Байден и его помощники стремятся избежать любых действий, которые могли бы трактоваться как предательство или ослабление решимости западных союзников перед годовщиной 24 февраля.

### «США заявляют об отсутствии прорыва в «откровенных и открытых» переговорах с Россией по пограничному кризису с Украиной»
CNN, 10 января 2022 года
Согласно статье СНН, Америка ссылается на отсутствие «откровенных и прямолинейных» переговоров с Россией и Украиной по пограничному кризису.
Джон Файнер подчеркнул в беседе с корреспондентом CNN Джимом Сьюттом (англ. Jimm Sute), что даже в случае, если кремлёвские чиновники займут жёсткую позицию на переговорах, США не планируют отказываться от дальнейших диалогов с Россией. Файнер отметил, что, несмотря на неудачные результаты дискуссий в январе 2022 года с точки зрения США, они продолжат поиск возможностей для продвижения вперед.

«Россия высказала позиции, которые не являются окончательными.»
Он также добавил, что российская сторона высказала предложения, которые, по мнению Администрации, могут указать на потенциальные области сотрудничества и прогресса. Файнер подчеркнул, что в течение следующей недели США планируют проанализировать их и определить возможные шаги для продвижения вперед в диалоге с Россией.

## Опубликованные эссе

### «Последняя война – и следующая? Извлечение неправильных уроков из Ирака»
Июль-август 2019 года, опубликовано 28 мая 2019 г.
Опубликованная история войны в Ираке, представленная армией США, вызывает дискуссии о причинах и результатах войны и формирует взгляд об ещё одному разрушительном конфликте: на этот раз с Ираном (англ. Iran). Публикация этих документов способствует возникновению новых разногласий и может привести к усилению напряженности в регионе.
Два тома официальной истории войны в Ираке, опубликованные армией США, охватывают ключевые моменты конфликта, начиная со вторжения в 2003 году и заканчивая выводом американских войск в 2011 году. Документы включают в себя описание важных событий, таких как эскалация гражданской войны и последующее наращивание военных усилий США в 2007 году.

### «Длинная тень 11 сентября»
Июль-август 2018 года, опубликовано 14 июня 2018 г.
Чрезмерное внимание к борьбе с терроризмом вызывает опасения относительно искажения американской политики и возможного подрыва национальной безопасности в долгосрочной перспективе. Несмотря на различия в политических взглядах, жизненном опыте и характере, президенты США за последние десятилетия выделяли борьбу с терроризмом как приоритетную задачу своего пребывания в должности.
При вступлении в должность, президент Джордж Буш изначально снижал значимость террористической угрозы, игнорируя предупреждения предыдущей администрации о действиях Аль-Каиды. Однако после терактов 11 сентября его президентство переплелось с концепцией «глобальной войны с терроризмом», которая включала такие меры, как пытки задержанных и использование «тёмных мест» для содержания подозреваемых.

## Галерея

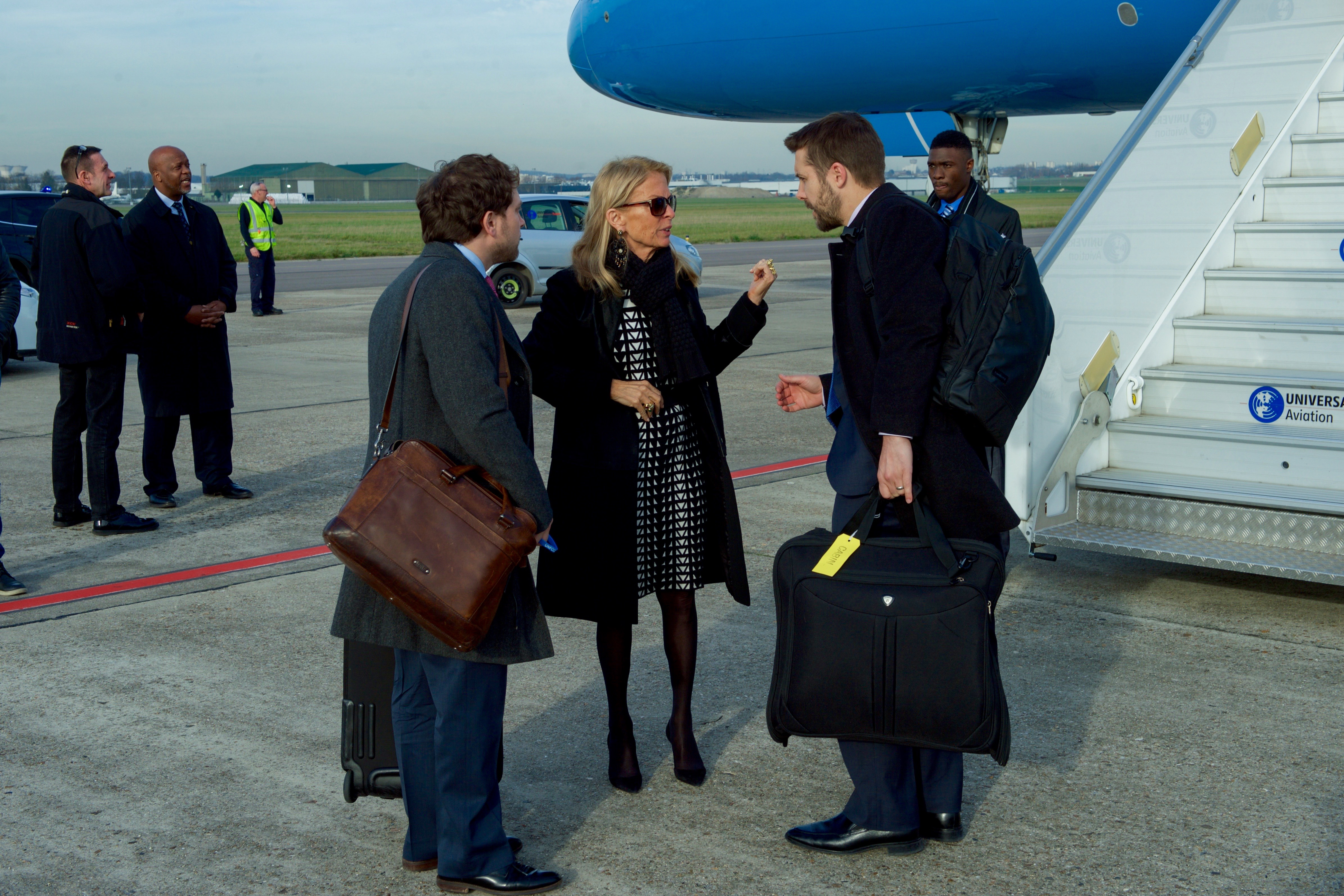
Брайана Диза и Джонатана Файнера приветствует посол США во Франции Джейн Хартли по прибытии в Париж на COP21 (7 декабря 2015 г.)
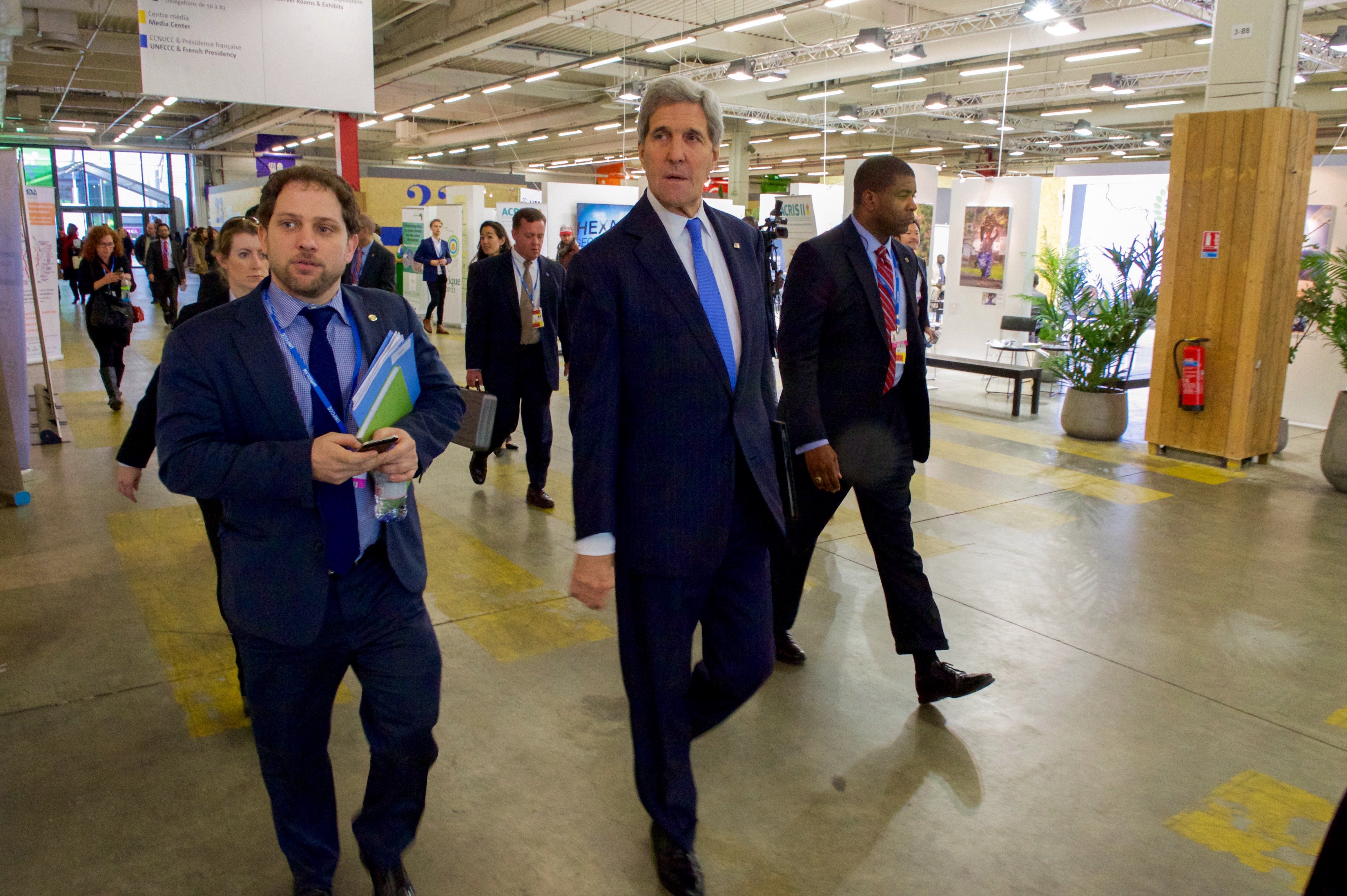
Джон Керри и Джонатан Файнер на саммите COP21 по изменению климата между встречами, Ле-Бурже (8 декабря 2015 г.)
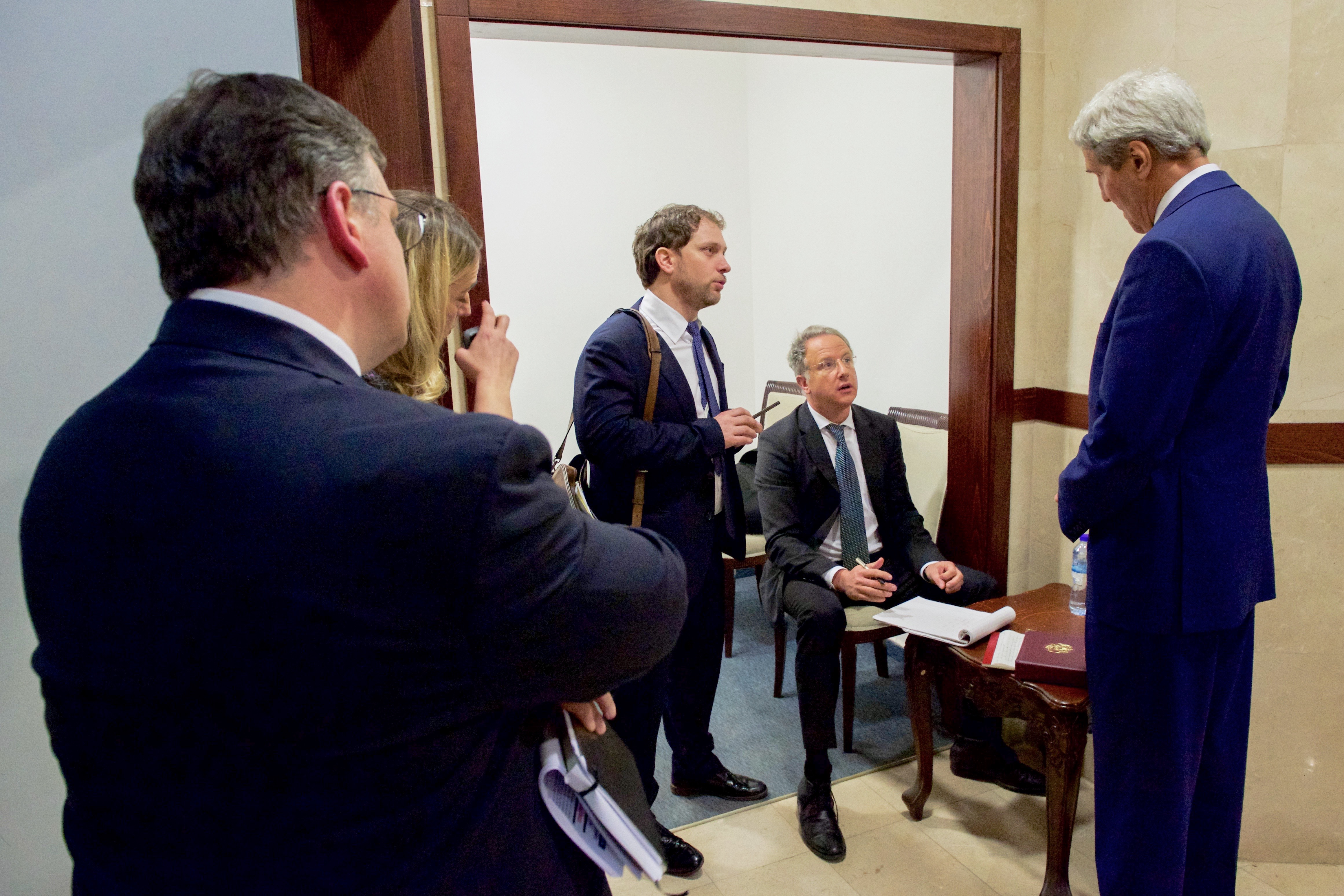
Джон Керри вместе с Джонатаном Файнером и специальным посланником по израильско-палестинским переговорам Фрэнком Ловенштейном накануне выступления перед журналистами после встречи с президентом Палестинской автономии Махмудом Аббасом (24 ноября 2015 г.)
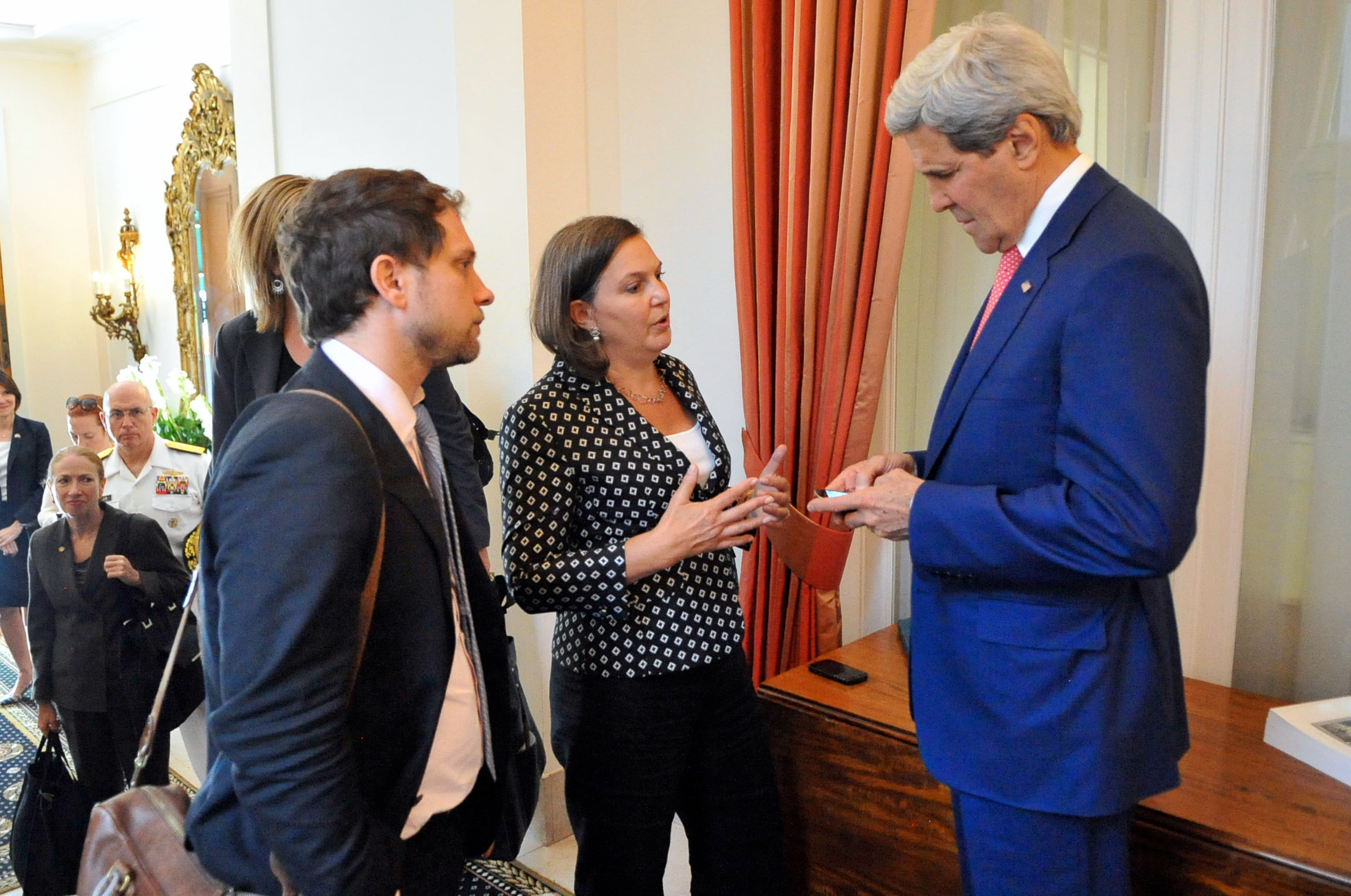
Помощник госсекретаря США по делам Европы и Евразии Виктория Нуланд информирует Джона Керри и Джонатана Файнера о статусе переговоров с европейскими союзниками по Украине (24 июня 2014 г.)
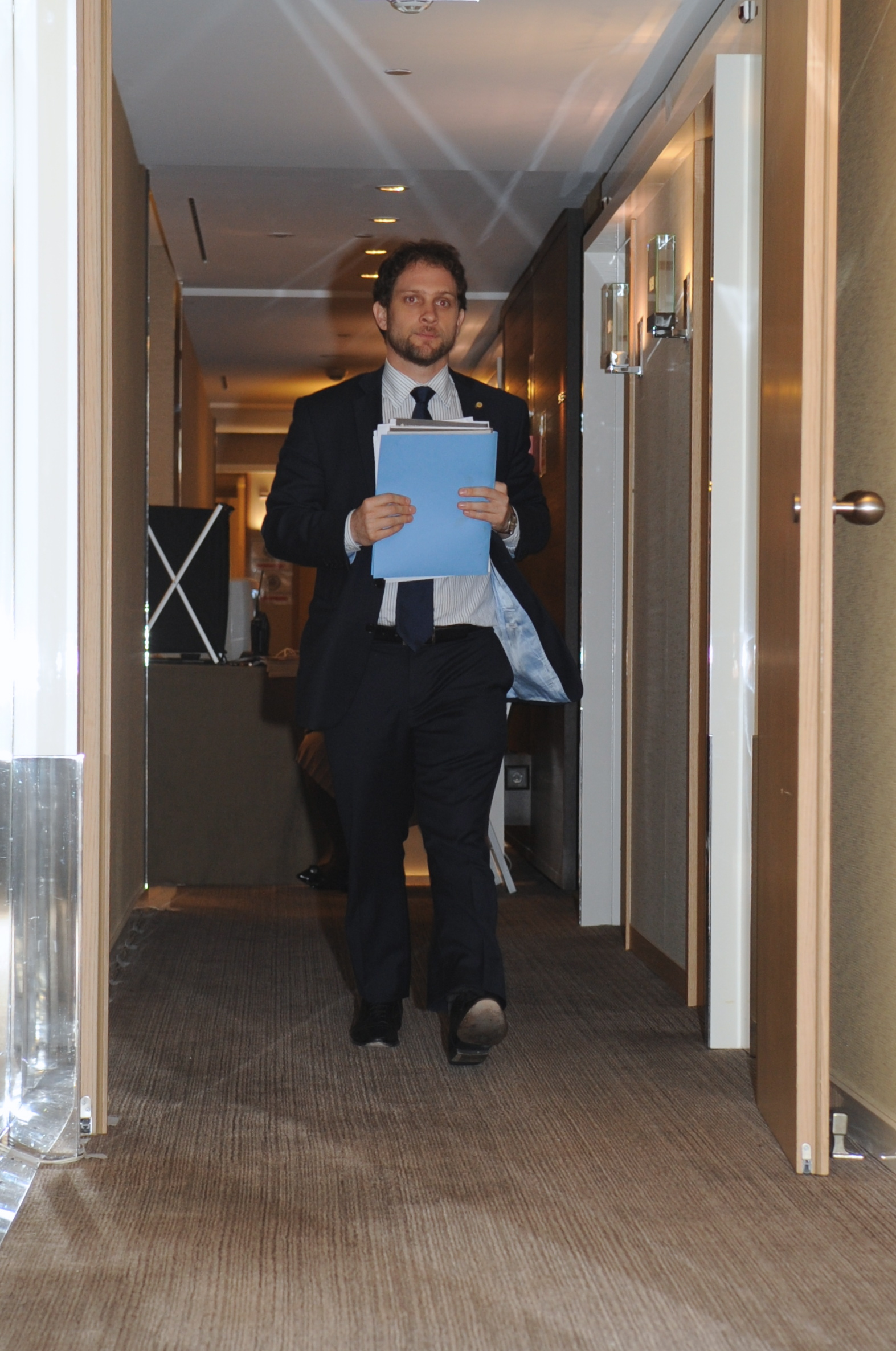
Джонатан Файнер возвращается в гостиничный номер Джона Керри с пересмотренным проектом американо-российского соглашения о ликвидации сирийского химического оружия (13 сентября 2013 г.)
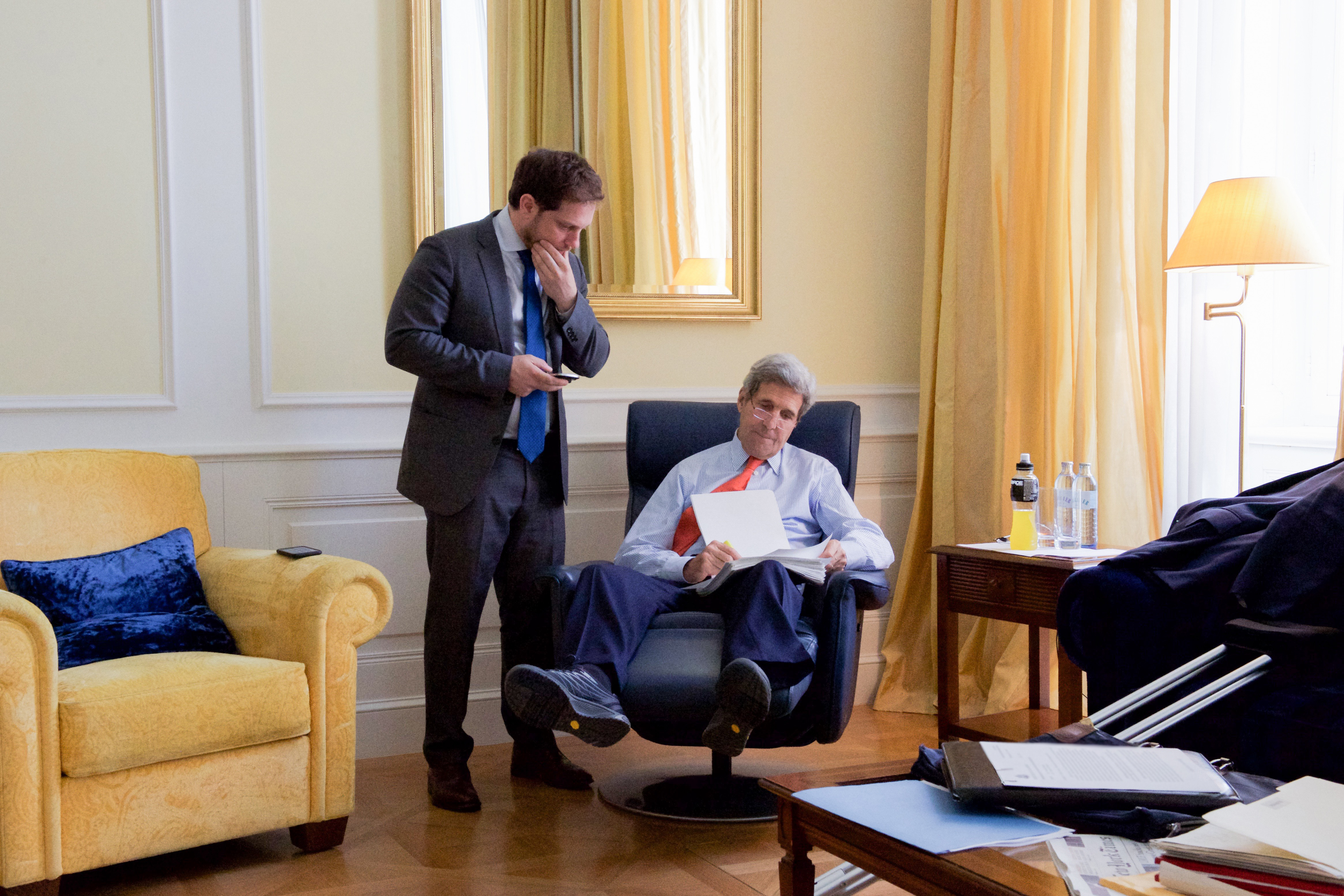
Джон Керри и Джонатан Файнер ознакомились с записями госсекретаря из его переговоров с иранскими официальными лицами